# Zimbabwes ambassad i Stockholm
Zimbabwes ambassad i Stockholm är Zimbabwes diplomatiska representation i Sverige. Ambassadör sedan 2021 är Priscila Misihairabwi-Mushonga. Ambassaden är belägen på Lidingö på Herserudsvägen 5.

## Beskickningschefer
| Namn                           | Period    | Funktion   |
| ------------------------------ | --------- | ---------- |
| ?                              | ????–???? | Ambassadör |
| Stephen Cletus Chiketa         | 2011–2014 | Ambassadör |
| Samuel Chihondo Mhango         | 2014–?    | Ambassadör |
| Priscila Misihairabwi-Mushonga | 2021–     | Ambassadör |